# Philip Kleintjes
Philip Kleintjes (Tokio, 26 september 1867 - Amsterdam, 23 mei 1938) was een Nederlandse rechtsgeleerde.

## Leven en werk
Kleintjes werd in 1867 in Tokio geboren als zoon van de toenmalige Nederlandse kanselier in Japan Leonardus Theodorus Kleintjes en Oroku Koyama. Zijn vader was kanselier bij de Nederlandse consul-generaal Dirk de Graeff van Polsbroek in Japan. Toen zijn vader in 1870 terugkeerde naar Nederland nam hij zijn zoon Philip mee. Hij bezocht het Rotterdamse stedelijk gymnasium en ging daarna rechtswetenschappen aan de Universiteit Leiden studeren. Hij behaalde in drie jaar zijn doctoraal diploma en vervolgde zijn studie aan de Friedrich-Wilhelms-Universität in Berlijn, de stad waar zijn vader inmiddels werkzaam was. Zijn vader was na zijn terugkeer in Nederland gehuwd met zijn nicht Maria Kleintjes en het gezin was met twee zonen, Jan - die later kunstschilder zou worden - en Leo uitgebreid. Kleintjes promoveerde in 1890 te Leiden op het proefschrift Het faillissement in het internationaal privaatrecht; promotor was Van Boneval Faure.
Na een korte carrière in Nederlands Indië, een loopbaan die hij om gezondheidsredenen moest beëindigen, vestigde hij zich na zijn terugkeer in 1895 als advocaat in Amsterdam. In 1907 begon zijn loopbaan in het universitair onderwijs. Hij werd achtereenvolgens lector in Leiden en docent aan de Nederlandsch-Indische Bestuursacademie in Den Haag. In 1912 werd hij benoemd tot hoogleraar in het staats- en volkenrecht aan de Rijksuniversiteit Groningen, als opvolger van de in Leiden benoemde Willem Jan Mari van Eysinga. In 1921 volgde zijn benoeming tot hoogleraar in het volkenrecht, koloniaal staatsrecht en administratief recht van Nederland aan de Universiteit van Amsterdam; de leerstoel was afgesplitst van de leeropdracht staats- en administratief recht die werd bekleed door Roelof Kranenburg.
Kleintjes heeft als jurist zijn sporen nagelaten op het gebied van het koloniale recht en het volkenrecht. Over beide terreinen verschenen van zijn hand diverse boeken en artikelen. Hij schreef een standaardwerk over de Staatsinstellingen van Nederlandsch-Indië, dat in 1903 onder de titel Het staatsrecht van Nederlandsch-Indië voor het eerst verscheen en dat in 1932/1933 zijn zesde druk beleefde. Kleintjes werk heeft volgens zijn biograaf "bijgedragen tot de bewustwording en verzelfstandiging van de koloniën en de latere onafhankelijkheidsverklaring". Over het volkenrecht verscheen in 1936 zijn Inleiding tot het volkenrecht.
Kleintjes trouwde op 14 oktober 1897 te Rotterdam met Maria Schenkenberg van Mierop. Hij overleed op 23 mei 1938 op 71-jarige leeftijd in Amsterdam, op de dag dat hij zijn afscheidscollege met als titel - Herstel van inheemsche rijken in Ned.-Indië - aan de universiteit van Amsterdam gaf.